# Eugene Fama

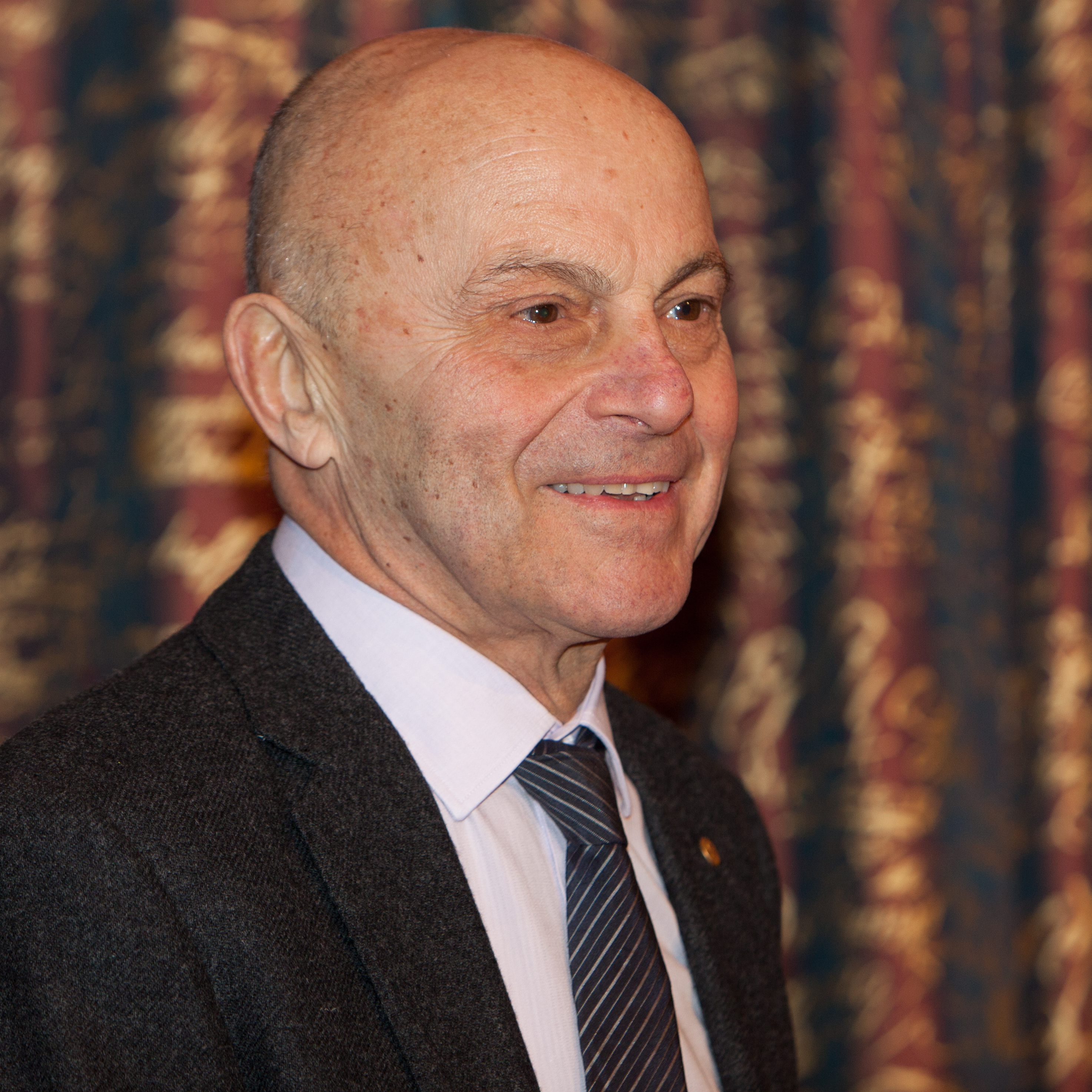
Eugene Fama wird oft als der Vater der modernen Finanzökonomik bezeichnet.

Eugene Francis Fama (* 14. Februar 1939 in Boston) ist ein US-amerikanischer Wirtschaftswissenschaftler, der einflussreiche Beiträge zur Portfoliotheorie und Kapitalmarkttheorie erarbeitet hat. Er wurde 2013 – gemeinsam mit Robert J. Shiller und Lars Peter Hansen – mit dem Alfred-Nobel-Gedächtnispreis für Wirtschaftswissenschaften ausgezeichnet.

## Leben und Werk
Fama studierte Romanistik und erwarb 1960 den Bachelor an der Tufts University. Danach wechselte er an die Graduate School of Business der University of Chicago, wo er 1963 seinen MBA machte und 1964 mit der Arbeit The Behavior of Stock Market Prices zum Ph.D. promoviert wurde. Sein Doktorvater war Merton H. Miller. Fama war dort Assistant Professor (1963–65), Associate Professor (1966–68), Professor (1968–73), Theodore-O.-Yntema-Professor (1973–84), Theodore-O.-Yntema-Distinguished-Service-Professor (1984–93) und ist seit 1993 Robert-R.-McCormick-Distinguished-Service-Professor für Wirtschaftswissenschaften. Seine Zeit in Chicago wurde nur unterbrochen durch Gastprofessuren an der Katholieke Universiteit Leuven (1975–76) und der University of California, Los Angeles (1982–95 immer im Winter).
Bereits in seiner Dissertation versuchte Fama zu zeigen, dass Aktienkurse nicht vorhersagbar sind, sondern Zufallsbewegungen unterliegen. Später arbeitete er sowohl theoretisch als auch empirisch auf den Gebieten der Portfoliotheorie und Preisbildung. 1970 prägte er den Begriff Markteffizienzhypothese.
In den 1990er Jahren schrieb er zusammen mit Kenneth French eine Reihe von Aufsätzen, die die Gültigkeit des Capital Asset Pricing Model (CAPM) in Frage stellten. Dieses Modell besagt, dass einzig das Beta als aktienspezifische Variable einen Einfluss auf die erwartete Rendite der Aktie besitzt. In ihren Aufsätzen schildern die beiden Autoren, dass neben dem Beta der Aktie auch noch Faktoren wie Marktkapitalisierung und das Verhältnis von Buch- und Marktwert des Eigenkapitals Einfluss auf die erwartete Rendite der Aktie haben. Diese Ergebnisse führen zu einer Erweiterung des Capital Asset Pricing Model zum Fama-French-Dreifaktorenmodell.
Fama ist ein Gegner des ökonomischen Konzepts von Spekulationsblasen. Er hält das Konzept für irreführend. Fama explizierte seine Kritik an Spekulationsblasen in der 2014 gehaltenen Nobel-Vorlesung. Nach seiner Argumentation liegt eine Blase nur dann vor, wenn Marktteilnehmer den Preisrutsch zuverlässig vorhersagen können. Andernfalls handele es sich bloß um eine vom Markt abweichende Meinung. Ferner gäbe es keine seriöse Forschung, die einen empirisch verlässlichen Test für Blasen bereitstellt, der in der Lage wäre zu prognostizieren, wann Preise nach einem Anstieg wieder fallen würden. Daher seien alle Aussagen über Blasen bloße Anekdoten und hätten keine empirisch-wissenschaftliche Evidenz. Fama stellt auch die Frage, welcher Teil der Blase eigentlich irrational sei, der Preisanstieg oder der folgende Abfall. Denn in den meisten Blasen würde der Preisverfall nach kurzer Zeit durch Kursgewinne wieder wett gemacht.
Das Wirtschaftsmagazin Economist hat er einst abbestellt, weil ihm darin das Wort „Blase“ zu oft vorkam.
Fama stammt aus einer Familie italienischer Einwanderer, ist verheiratet und hat vier Kinder.

## Preise
- 1982 Chaire Francqui (Francqui-Stiftung, Belgien)
- 1987 Doctor of Law (University of Rochester)
- 1989 Doctor of Law (DePaul University)
- 1992 Smith-Breeden-Preis (für die beste Arbeit im Journal of Finance 1992: mit Kenneth French: The Cross-Section of Expected Stock Returns. In: Journal of Finance. Band 47, Juni 1992, S. 427–465.)
- 1995 Ehrendoktor der Katholischen Universität Leuven
- 1998 Fama-DFA-Preis (für die beste Veröffentlichung zum Thema Kapitalmarkt und Preisbildung im Journal of Financial Economics 1998: Market Efficiency Long-Term Returns and Behavioral Finance. In: Journal of Financial Economics. Band 49, Heft 3, September 1998, S. 283–306. Der Preis ist nach ihm benannt, weil er der Herausgeber der Zeitschrift ist.)
- 2001 zweiter Platz des Jensen-Preises (für den besten Aufsatz zu Corporate Finance und Organisationen im Journal of Financial Economics 2001: mit Kenneth R. French: Disappearing Dividends. Changing Firm Characteristics or Lower Propensity to Pay. In: Journal of Financial Economics. Band 60, Heft 3, April 2001, S. 3–43.)
- 2002 Ehrendoktor der Tufts University
- 2005 Deutsche Bank Prize in Financial Economics
- 2006 Nicholas Molodovsky Award (CFA Institute)
- 2007 CME Fred Arditti Innovation Award (Chicago Mercantile Exchange)
- 2008 Morgan Stanley-American Finance Association Award for Excellence in Finance
- 2009 Onassis Prize in Finance
- 2013 Alfred-Nobel-Gedächtnispreis für Wirtschaftswissenschaften (mit Lars Peter Hansen und Robert J. Shiller)

## Mitgliedschaften
- Phi Beta Kappa, Tufts University
- Omicron Chi Epsilon, Tufts University
- Beta Gamma Sigma, University of Chicago
- 1973 Econometric Society[9]
- 1989 American Academy of Arts and Sciences
- 2001 korrespondierendes Mitglied der Académie des sciences morales et politiques, section Économie, politique, statistique et finance.
- 2001 American Finance Association
- American Economic Association

## Veröffentlichungen
Fama veröffentlichte rund 100 Aufsätze und zwei Bücher:
- mit Merton H. Miller: The Theory of Finance. Holt, Rinehart & Winston, New York [u. a.] 1972, ISBN 0-03-086732-0, Digitalisat
- Foundations of Finance. Portfolio decisions and securities prices. Basic Books, New York 1976, ISBN 0-465-02499-8, Digitalisat